# Ogorzeliny
Ogorzeliny (niem. Gersdorf) – wieś w Polsce położona w województwie pomorskim, w powiecie chojnickim, w gminie Chojnice.
W skład sołectwa Ogorzeliny wchodzą również miejscowości Melanowo i Melanówek. W Ogorzelinach działają 2 kluby sportowe „Orion Ogorzeliny” (piłka nożna) i „Orionek Ogorzeliny”, który zajmuje się szkoleniem unihokeistów.
Wieś leży przy trasie zawieszonej obecnie linii kolejowej Chojnice-Sępólno Krajeńskie-Więcbork, jest w niej przystanek kolejowy Ogorzeliny.
Prywatna wieś szlachecka położona była w drugiej połowie XVI wieku w województwie pomorskim. W latach 1954–1972 wieś należała i była siedzibą władz gromady Ogorzeliny. W latach 1973–1976 miejscowość była siedzibą gminy Ogorzeliny. W latach 1975–1998 miejscowość administracyjnie należała do województwa bydgoskiego.

## Historia
Pierwsza wzmianka o Ogorzelinach pochodzi z 26 grudnia 1236 roku. Dokument lokacyjny dla wsi wystawił 29 czerwca 1338 roku w Malborku Wielki mistrz Dietrich von Altenburg i miejscowość była lokowana na prawie Chełmińskim. Ogorzeliny w tym czasie były wsią rycerską liczącą 120 łanów i leżały w komturstwie człuchowskim. W XV wieku miejscowość zasiedlali kosznajdrzy. Ogorzeliny były siedzibą parafii wchodzącej w skład dekanatu tucholskiego. Parafia obejmowała wieś kościelną i Jerzmionki, od 1617 roku również kościoły w Zamartem i Niwach. Około 1624 roku parafia ogorzelińska utraciła samodzielność. Beneficjum wakowało bardzo długo, bo do 1658 roku, kiedy proboszczem ogorzelińskim został Adam Lutowski notariusz konsystorza kamieńskiego. Sprowadzenie bernardynów do Zamartego spowodowało wyłączenie świątyni zamarckiej z administracji ogorzelińskiego proboszcza. Ogorzeliński kościół pod wezwaniem Krzyża Świętego został zbudowany w połowie XIV wieku. Była to budowla murowana, pokryta dachówką, otoczona cmentarzem, na którym usytuowana była dzwonnica. W XVIII wieku do świątyni dobudowano wieżę i południową kruchtę.Po wojnie 13letniej wieś dalej stanowiła własność rycerską. W drugiej połowie XVI wieku miejscowość liczyła 81 włók ziemi, z których 44 włóki stanowiły własność Konarskich, 6 włók Żalińskiego,3 włóki Cołdana oraz 28 włók Jerzego Lewalda. W latach 1612–1626 wieś należała do podskarbiego Samuela Żalińskiego a następnie do jego spadkobierców. W rejestrze pogłównym z 1662 roku odnotowano 110 poddanych, w tym 16 kmieci. W miejscowości istniała też karczma i młyn wodny. W 1729 roku Ogorzeliny kupił Franciszek Lutomski za 30 tysięcy florenów, później odziedziczył po nim jego syn kanonik fromborski ks.Teodor Lutomski, w jego imieniu zarządzał wsią proboszcz z Ogorzelin Andrzej Rodda. W 1772 roku wieś liczyła 80 włók ziemi, z czego 4 należały do parafii, ponad 3 do folwarku, który dzierżawił Michał Malewski a pozostałe włóki użytkowali miejscowi gburzy, którzy płacili czynsz. W 1772 roku miejscowość liczyła 220 mieszkańców, z czego większość stanowili katolicy.

## Zabytki
Według rejestru zabytków NID na listę zabytków wpisany jest kościół parafialny pw. Podwyższenia Świętego Krzyża, XIV w., XVIII w., 1893, nr rej.: IE 25 186/29 z 30.11.1929.

## Ludzie związani z Ogorzelinami
- Adam Trebnic, ur. 1570 r. w Ogorzelinach – opat cystersów w Oliwie
- Antoni Małłek, ur. 5 maja 1851 r. w Ogorzelinach – kompozytor, dyrygent chórów, działacz polonijny
- Kazimierz Kummer (1934-1962) – pisarz i dziennikarz radiowy związany z Bydgoszczą, po wojnie przez pewien czas mieszkał w Ogorzelinach.